# 西村繁樹
西村 繁樹（にしむら しげき、1947年 - 2019年11月13日）は、大阪府出身の陸上自衛官。元防衛大学校防衛学教育学群戦略教育室教授。専門は、軍事戦略。
北方前方防衛戦略の提唱者。陸上自衛隊幹部学校の戦略教官として長年勤務した、戦後日本を代表する「軍人学者(warrior scholar)」の一人である。

## 略歴
1947年に大阪で生まれた。
1969年、防衛大学校本科第13期（電気工学専攻）卒業後、陸上自衛隊入隊。職種は野戦特科。
特科連隊、陸上自衛隊調査学校、防衛庁内局、ハーバード大学研究員、防衛大学校陸上防衛学教室助教授、陸上幕僚監部防衛部防衛課、世界平和研究所研究員、ランド研究所研究員、陸上自衛隊幹部学校戦略教官室教官、2001年陸上自衛隊を退職（1等陸佐）後、2002年から防衛大学校防衛学教育学群統率・戦史教育室教授、戦略教育室教授を務めた。2012年3月定年退官。最終階級は１等陸佐。陸自に入隊していた頃には、有志学生を引き連れ体験入隊していた三島由紀夫と親交を持った。
1984年、「日本の防衛戦略を考える－グローバル・アプローチによる北方前方防衛論」で防衛学会佐伯賞を受賞。
ソ連海軍の海洋要塞戦略（オホーツク海の聖域化による原子力弾道ミサイル潜水艦（SSBN）防護重視）及び日本と北欧の地政学的条件の類似性に着目した北方前方防衛戦略を提唱し、陸上自衛隊の伝統的な北方重視を戦略論的に理論づけた。
また北方防衛戦略は、1986年に公表された米海軍の海洋戦略（Maritime Strategy）にも通じる内容を持っており、日本の防衛が世界的な冷戦の勝利に貢献するという視点をも提示するものであった。
冷戦終結後は、秩序形成、リスク対応、脅威抑止・対処を三本柱とする新たな日本の防衛戦略を提唱していた。
2018年、三島由紀夫研究会で行なった講演で三島との関係を初めて公言し、その内容は「三島事件・四十八年目の真相─三島由紀夫と最後に会った青年将校─」（『Voice』2018年2月号）にまとめられた。また、遺著となる『三島由紀夫と最後に会った青年将校』では1968年7月から1970年10月に至るまでの２年間にわたる三島との関係や、三島事件の背景を自らの手記、裁判記録、関係者の証言も含めて詳しく明らかにした。三島の真意は当時初級幹部（三等陸尉）だった西村を決起に同行させることにあったとしている。三島事件直後、北富士駐屯地で三島の檄文を用いた精神教育を行い、その際に隊員から提出された感想文多数を収録している。また、日米安保体制についての三島の理解に問題があったことや、三島の指導にあたった調査学校情報教育課長・山本舜勝一佐（当時）の責任に言及し、楯の会学生長・森田必勝の主導性を強調する中村彰彦の見解についても、西村は実際に三島や森田と同席した経験から、その問題点を指摘している。
2019年5月21日、防衛大学校教授としての防衛教育功労により瑞宝小綬章受賞。11月13日、虚血性心筋梗塞のため急逝（享年72）。2019年より三島由紀夫追悼会「憂国忌」の発起人となり、同年の憂国忌で著書『三島由紀夫と最後に会った青年将校』刊行を記念して登壇する予定だったが、その直前の逝去となった。

## 著書
- 『SDI戦略防衛構想――"スターウォーズ"とは何か』（教育社入門新書、1985年）、ISBN 4315501859
- 『防衞戦略とは何か』（PHP新書、2012年）、ISBN 978-4569803944
- 『三島由紀夫と最後に会った青年将校』（並木書房、2019年）、ISBN 978-4890633913

共著・編著
- 岡崎久彦・佐藤誠三郎『日米同盟と日本の戦略――アメリカを見誤ってはならない』（PHP研究所、1991年）、ISBN 4569532292
- 『「戦略」の強化書』（芙蓉書房出版、2009年）、ISBN 4829504463

## 論文
- 「日本の防衛戦略を考える――グローバル・アプローチによる北方前方防衛論」『新防衛論集』第12巻第1号（1984年7月）
- 「日本の軍事戦略環境――ノルディック・アナロジー」『海外事情』第33巻第3号（1985年3月）
- 「START――戦略核削減交渉と日本」『世界平和研究所 Policy Paper』34号（1990年10月、斎藤直樹・山内康英と共著）
- 「ポスト冷戦期の日米同盟――新たな日米防衛態勢の模索」『世界平和研究所 Policy Paper』35号（1990年10月）
- 「東アジアにおける軍事情勢」『世界平和研究所 Policy Paper』46号（1991年2月）
- 「対ソ軍備管理の構築について――冷戦下における日米防衛態勢の変遷とその意義」『世界平和研究所 Policy Paper』65号（1991年6月）
- 「日米、冷戦をかく戦えり――ソ連の海洋核戦略を無力化した日米軍事協力の実態」『Voice』1991年8月号
- 「一国防衛主義を超えて――自主防衛論の迷妄を断つ世界化した戦略思考の提唱」『Voice』1991年9月号
- 「冷戦の教訓――その軍事的考察」『陸戦研究』1993年1月号
- 「陸上自衛隊の役割の変化と新防衛戦略の提言」『新防衛論集』第26巻第2号（1998年9月）